# بيلي كولينز جونيور
وليام راي كولينز جونيور (بالإنجليزية: Billy Collins, Jr.)‏(21 سبتمبر 1961-6 مارس 1984) كان ملاكما محترفا أمريكيا من أصل إيرلندي تنافس من 1981 إلى 1983. لم يهزم قط في مسيرته التي انتهت بعد مباراته الأخيرة ضد لويس رستو التي أصيب فيها بشدة، بمساعدة مدربه بنما لويس فاستخدم رستو قفازات غير قانونية عُبث بها فوضع فيها قصارة بدلا من القطن. 

## النشأة
ولد بيلي كولينز لعائلة أيرلندية من الطبقة العاملة بأنطاكية تينيسي. كان والده بيلي كولينز الأب (1937-2018) كان ملاكمًا محترفًا في فئة الوزن المتوسط في فترة أواخر الخمسينيات وأوائل الستينيات ففاز في 38 من أصل 56 نزالًا احترافيًا. سار كولينز الابن على خطى والده وتدرب معه منذ سن مبكرة. وقد حقق كولينز الابن نجاحًا في فئة الوزن المتوسط، ففاز في أول 14 نزالًا احترافيًا له حتى أنه فاز على هارولد برازير منافسه المستقبلي على اللقب العالمي.

## قتال لويس ريستو
خاض كولينز مباراة ضد البورتوريكي لويس رستو في ماديسون سكوير جاردن بنيويورك في 16 يونيو 1983، ضمن فعاليات مباراة اللقب بين روبرتو دوران وديفي مور للوزن المتوسط الخفيف. كانت حظوظ كولينز في الفوز أكثر من خصمه لكنه تعرض لضربات قوية طوال المباراة تقريبًا وخسر بالإجماع.
اكتشف والد كولينز الذي كان مدربه أيضًا أن قفازات رستو كانت أخف وزنًا من المعتاد وطلب فحصها. أظهر تحقيق لاحق أجرته لجنة الملاكمة بولاية نيويورك أن مدرب ريستو بنما لويس قد أزال أوقية من الحشو من كل قفاز مما زاد من قوة لكمات ريستو وزاد من ضررها عن كولينز. وعدلت نتيجة المباراة إلى لا منافسة.
أُلغيت رخصة لويس للملاكمة في نيويورك بشكل دائم مما حرمه من المشاركة في أي مسابقة رسمية أمريكية للملاكمة مدى الحياة. في عام 1986، حُكم لويس وريستو وأُدينا بالاعتداء والتآمر وحيازة سلاح فتاك (القصارة في قفاز رستو)، اعتبر المدعون العامون أن تصرفات لويس جعلت المباراة اعتداءً غير قانونيًا على كولينز. وأمضى كلاهما عامين ونصف العام في السجن.

## الإصابات وحادث السيارة
تورمت عيون كولينز أثناء مبارته مع رستو، فتمزقت قزحيته وعانى من فقدان دائم للرؤية، فعجز عن لعب الملاكمة مجددًا. توفي كولينز في 6 مارس 1984 إثر تصادم السيارة التي كان يقودها برفقة صديقه المقرب بقناة مائية قرب منزله في أنطاكية، تينيسي، إحدى ضواحي ناشفيل. وكشف التشريح أنه توفي بعد فترة وجيزة من الحادث. ذكرت مجلة سبورتس إليسترايتد أن الحادث كان متعمدًا.

## الإجراءات القانونية
رفع كولينز وعائلته في يوليو 1983 دعوى قضائية ضد لويس ريستو ومروج القتال توب رانك بوكسينج والمفتشين وحكم المباراة وشركة إيفرلاست (المصنعة لقفازات ريستو) متهمين إياهم بالإهمال الجسيم. رفضت المحكمة الفيدرالية الدعوى ضد إيفرلاست معللة ذلك بأن القفازات تم التلاعب بها بعد أم سلمتها الشركة. بعد ذلك رفع كولينز الأب وأرملة كولينز أندريا، دعوى ضد لجنة الملاكمة بولاية نيويورك لفشلها في حماية كولينز. دافعت اللجنة عن نفسها بالقول إن مصطلح "التفتيش" كان غامضًا ولم يكن هناك تحديد واضح لما يجب أن يفعله المفتشون. كما زعمت أن توب رانك هي من استأجرت المفتشين وبالتالي تتحمل مسؤولية أكبر عن سلوك المفتشين. حكمت المحكمة لصالح اللجنة وأشرات أن وفاة كولينز أنهت أي تعويضات مستقبلية محتملة. حاولت أرملة كولينز التي تُعرف الآن باسم أندريا كولينز نايل إعادة فتح القضية لكن رفض طلبها. على إثر ذلك، غيرت الدولة قوانينها لمنع تكرار ما حدث لكولينز لكن لم تحصل عائلة كولينز على أي تعويض.

## ذكر رستو لما حدث
في عام 2007، اعتذر لويس رستو لكولينز نايل عن دوره في المؤامرةمن خلال تصوير فيلم وثائقي لشبكة شوتايم عن القتال في عام 2007. واعترف أيضًا بأنه لف يديه بشرائط مبللة بقصارة قبل النزال وأنها أصبحت كالجبس المستخدم في جبر العظام المكسورة. لم تصادر الشرائط ولم تُدرج في التحقيق الرسمي بالحادثة. فعل رستو هذا يعني أنه كان يضرب كولينز بما يشبه الحجارة. اعترف رستو ليس فقط بعلمه بتلاعب لويس بالقفازات، بل وأقر أيضًا بأنه مرتين على الأقل أنه كان على علم في مؤتمر صحفي عام 2008. تم تناول حادثة عام 1983 وما تبعها في الفيلم الوثائقي لشبكة شوتايم عام 2008 بعنوان "الاعتداء في الحلبة".

## المسيرة الاحترافية
| 1 نزال    | 0 فوز | 0 خسارة |
| --------- | ----- | ------- |
| بدون فائز | 1     | 1       |

| #  | النتيجة   | النتيجة  | الخصم            | الجولة، الوقت | التاريخ        | المكان                                                                 | ملاحظات                                                                  |
| -- | --------- | -------- | ---------------- | ------------- | -------------- | ---------------------------------------------------------------------- | ------------------------------------------------------------------------ |
| 15 | لا منافسة | 14–0 (1) | لويس رستو        | 10            | 16 يونيو 1983  | ماديسون سكوير جاردن، نيويورك، الولايات المتحدة.                        | فاز ريستو في الأصل لكن حكم لاحقا بلا منافسة بعد أن استخدم قفازات عُبث بها |
| 14 | فاز       | 14–0     | فرناندو فرنانديز | 6 (10), 2:50  | 5 مايو 1983    | بريستول، تينيسي، الولايات المتحدة.                                     |                                                                          |
| 13 | فاز       | 13–0     | ستيف جونسون      | 1 (12), 2:15  | 16 مارس 1983   | فندق وكازينو كاستاوايز، أتلانتيك سيتي، نيو جيرسي، الولايات المتحدة     | فاز بلقب إي إس بي إن للوزن junior middleweight                           |
| 12 | فاز       | 12–0     | دينيس هورن       | 10            | 20 يونيو 1983  | ساندز أتلانتيك سيتي، أتلانتيك سيتي، الولايات المتحدة.                  |                                                                          |
| 11 | فاز       | 11–0     | ريكي ويت         | 4 (10), 2:48  | 17 أكتوبر 1982 | فندق ذا كلاريدج، أتلانتيك سيتي، نيو جيرسي، الولايات المتحدة            |                                                                          |
| 10 | فاز       | 10–0     | إيدي فلانينج     | 3 (10), 2:21  | 30 سبتمبر 1982 | USS Yorktown (CV-10)، تشارلستون، كارولاينا الجنوبية، الولايات المتحدة. |                                                                          |
| 9  | فاز       | 9–0      | هارولد برازير ‏   | 6             | 11 سبتمبر 1982 | ساندز أتلانتيك سيتي، أتلانتيك سيتي، الولايات المتحدة.                  |                                                                          |
| 8  | فاز       | 8–0      | مايك بوليت       | 3 (6)         | 4 أغسطس 1982   | ساندز أتلانتيك سيتي، أتلانتيك سيتي، الولايات المتحدة.                  |                                                                          |
| 7  | فاز       | 7–0      | روزفلت موس       | 1 (6)، 1:59   | 17 يوليو 1982  | باليز بارك بليس، أتلانتيك سيتي، نيو جيرسي، الولايات المتحدة.           |                                                                          |
| 6  | فاز       | 6–0      | خوسيه فوينتيس    | 3 (6)         | 23 يونيو 1982  | ساندز أتلانتيك سيتي، أتلانتيك سيتي، الولايات المتحدة.                  |                                                                          |
| 5  | فاز       | 5–0      | بروس ستراوس      | 3 (6)         | 20 مايو 1982   | ساندز أتلانتيك سيتي، أتلانتيك سيتي، الولايات المتحدة.                  |                                                                          |
| 4  | فاز       | 4–0      | توني تايلور      | 6             | 17 مارس 1982   | ساندز أتلانتيك سيتي، أتلانتيك سيتي، الولايات المتحدة.                  |                                                                          |
| 3  | فاز       | 3–0      | كيث كوربيت       | 6 (6)         | 4 فبراير 1982  | ساندز أتلانتيك سيتي، أتلانتيك سيتي، الولايات المتحدة.                  |                                                                          |
| 2  | فاز       | 2–0      | غاري بيكر        | 2 (4)         | 19 يناير 1982  | ممفيس، تينيسي، الولايات المتحدة.                                       |                                                                          |
| 1  | فاز       | 1–0      | كيفن جريفين      | 3 (4)، 2:48   | 2 ديسمبر 1981  | ساندز أتلانتيك سيتي، أتلانتيك سيتي، الولايات المتحدة.                  |                                                                          |

## روابط خارجية
- سجل الملاكمة لـ بيلي كولينز جونيور من بوكس ريك
- Luis Resto vs. Billy Collins Jr. (1983) – A Retrospective Ring Report at eastsideboxing.com (archived)
- Collins vs. Resto (full fight) على يوتيوب